# Emmanuelle Zoldan

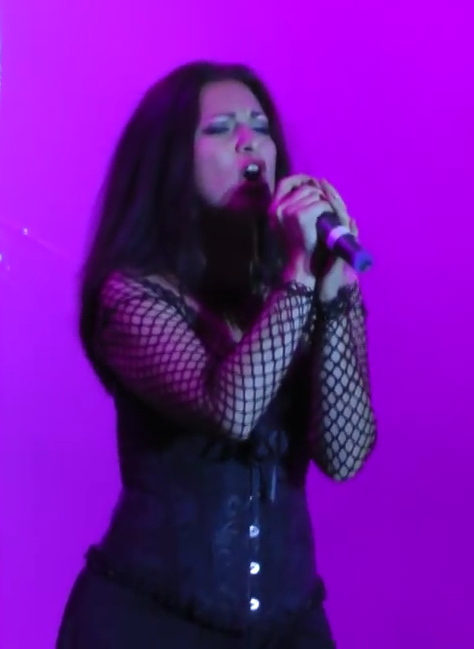
Emmanuelle Zoldan, 2016

Emmanuelle Zoldan (* 18. Juni 1977 in Aix-en-Provence) ist eine französische Sängerin. Sie ist seit 2016 Leadsängerin der norwegischen Symphonic-Metal-Band Sirenia. In Frankreich ist sie zudem als Opernsängerin bekannt; ihre Stimmlage ist Mezzosopran.

## Leben

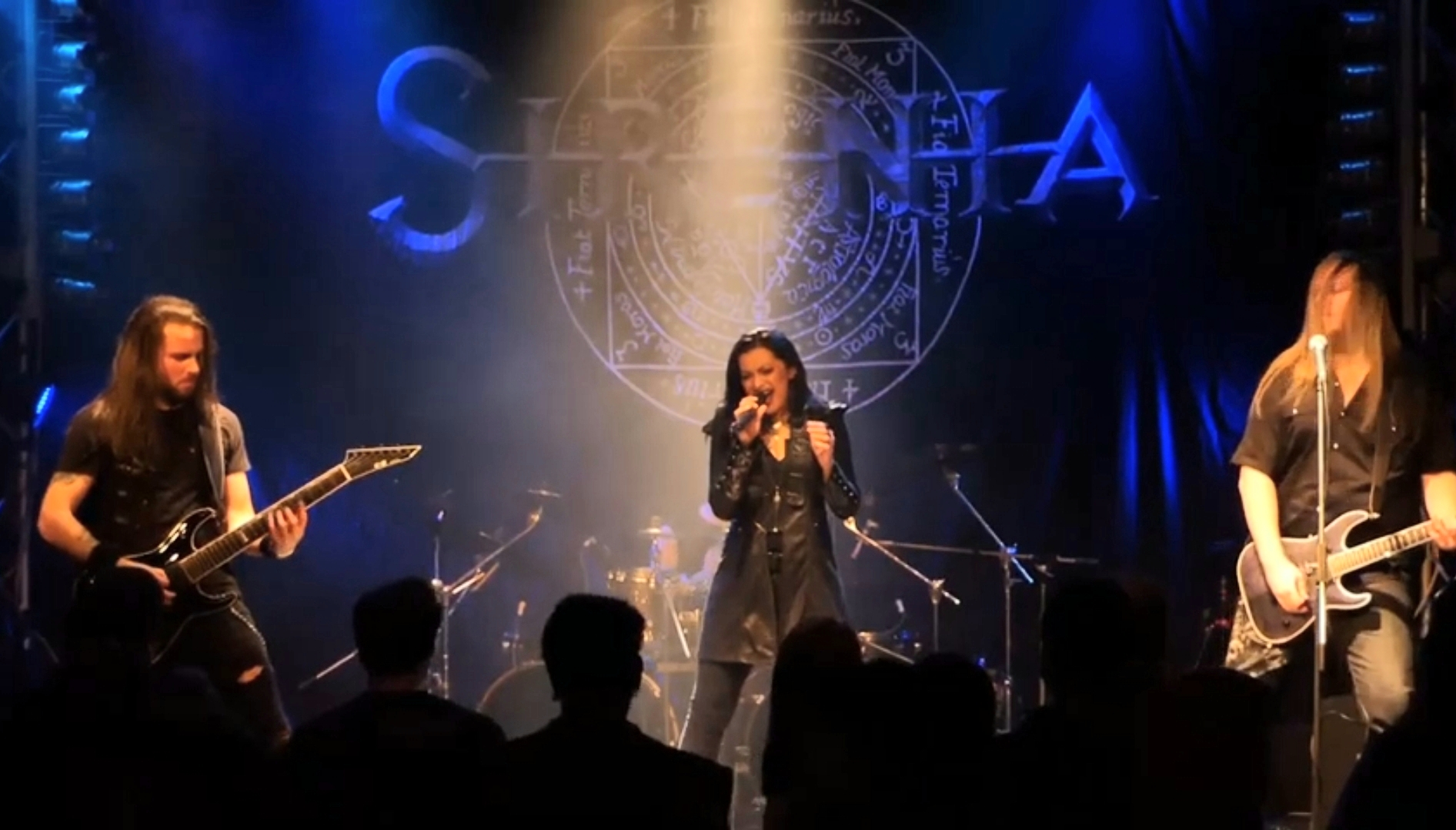
Zoldan bei einem Liveauftritt mit Sirenia auf dem Metal Female Voices Fest 2019

Inspiriert von ihrem Vater, einem Musiker, entdeckte Zoldan schon als Kind ihre Liebe zum Gesang und zum Klavierspiel. Später interessierte sie sich zunächst für Rockmusik und sang in einer Band. Um ihre Gesangstechnik zu verbessern absolvierte sie eine vierjährige klassische Gesangsausbildung in Aix-en-Provence und Marseille. Anschließend spezialisierte sie sich weitere drei Jahre auf professionellen Operngesang.
In Frankreich wurde sie daraufhin als Opernsängerin bekannt. Sie befasste sich jedoch auch mit anderen musikalischen Projekten, insbesondere aus dem Bereich der Metal-Musik. 2003 arbeitete sie erstmals mit ihrer späteren Band Sirenia zusammen, als sie an den Aufnahmen zu dem Album An Elixir for Existence beteiligt war. Auch in den folgenden Jahren gehörte sie bei der Produktion der Studioalben regelmäßig zum Sirenian Choir. Zudem trat sie bei den Bands Turisas (2004) und Trail of Tears (2007) als Sängerin in Erscheinung.
Am 8. September 2016 wurde Zoldan als neue Leadsängerin von Sirenia vorgestellt, nachdem Ailyn, die bisherige Sängerin, die Band kurz zuvor verlassen hatte. Das erste Album von Sirenia mit Emmanuelle Zoldan als Leadsängerin erschien am 11. November 2016 unter dem Titel Dim Days of Dolor. Es folgten Tourneen durch Europa, Südamerika, USA, Kanada, China, Russland sowie Auftritte bei Festivals wie dem Summer Breeze Open Air 2018.
Am 26. Oktober 2018 erschien das Studioalbum Arcane Astral Aeons. Für den Song Nos Heures Sombres schrieb Zoldan den französischen Text. Das insgesamt zehnte Studioalbum von Sirenia, das dritte mit Zoldan als Leadsängerin, wurde am 12. Februar 2021 unter dem Titel Riddles, Ruins & Revelations veröffentlicht.

## Diskografie

### Mit Sirenia (als Leadsängerin)
Studioalben:
- 2016: Dim Days of Dolor
- 2018: Arcane Astral Aeons
- 2021: Riddles, Ruins & Revelations

EPs:
- 2004: Sirenian Shores (Leadgesang First We Take Manhattan, Leonard-Cohen-Coverversion)

Singles/Musikvideos:
- 2016: The 12th Hour
- 2016: Dim Days of Dolor
- 2018: Love Like Cyanide
- 2018: Into the Night
- 2018: In Styx Embrace
- 2020: Addiction No. 1
- 2021: We Come to Ruins
- 2021: Voyage, voyage (Desireless-Coverversion)

### Mit Penumbra
- 2003: Seclusion (Studioalbum)

### Mit Turisas
- 2004: Battle Metal (Studioalbum)

### Mit Trail of Tears
- 2007: Existentia (Studioalbum)

### Mit Mortemia
- 2010: Misere Mortem (Studioalbum)